# 維多利亞·史提維爾
維多利亞·史提維爾（英語：Victoria Stilwell，1969年7月20日—），是英国犬隻訓練師、犬類心理學家、作家。她知名于出演動物星球頻道電視節目《It's Me or the Dog》，为不同的家庭训练犬隻。此節目從2005年至2008年在全球逾50個國家播映，廣為人知。

## 外部連結
- 官方网站 （英文）
- 維多利亞·史提維爾的X（前Twitter） （英文）
- 維多利亞·史提維爾在互联网电影资料库（IMDb）上的資料（英文）